# Dag Wirén
Dag Ivar Wirén (født 15. oktober 1905, død 19. april 1986) var en svensk komponist.
Han skrev 5 symfonier, orkesterværker, koncertmusik, sange, samt en del kammermusik. 
Han skrev også film- og teatermusik. Han hører til de betydningsfulde komponister fra Sverige i det 20. århundrede. 

## Udvalgte værker
- Symfoni nr 1 (1932) - for orkester
- Symfoni nr 2 (1939) - for orkester
- Symfoni nr 3 (1943–1944) - for orkester
- Symfoni nr 4 (1951–1952) - for orkester
- Symfoni nr 5 (1964) - for orkester
- Violinkoncert (1946) - for violin og orkester
- Klaverkoncert (1950) - for klaver og orkester
- Sinfonietta (1933–1934) - for orkester
- Serenade (1937) - for strygeorkester
- Musik (1966) - for strygeorkester